# Ritratto di Isotta Brembati Grumelli
Il Ritratto di Isotta Brembati Grumelli  è un dipinto a olio su tela realizzato da Giovan Battista Moroni e conservato presso la pinacoteca dell'Accademia Carrara di Bergamo acquistato nel 1891 da Degnamerita Grumelli Albani.

## Storia
Il dipinto fu acquistato dall'accademia bergamasca nel 1891 per Lire 1300 dalla contessa Grumelli Albani che aveva già venduto il Ritratto di Lucina Brembati di Lorenzo Lotto. La nascita di Isotta Brembati viene considerata intorno al 1530. L'età della giovane, l'impasto magro dei colori e la tela molto fine, conducono la realizzazione del dipinto al periodo giovanile dell'artista, contrariamente alla copia eseguita a figura intera. La datazione indicherebbe che l'artista ebbe commissioni in Bergamo già nei primi anni della sua attività, raffigurando la giovane ancora sposa a Lelio Secco d'Aragona, prima di rimanere vedova e convolare a seconde nozze con Gian Gerolamo Grumelli solo nel 1561, un decennio dopo l'esecuzione del dipinto.
Il dipinto restò quindi sempre di proprietà della famiglia Grumelli fino di venir alienato all'accademia Carrara.

## Descrizione
il dipinto raffigura una giovane donna dall'età inferiore ai vent'anni, questo porterebbe la tela a considerare la sua realizzazione precedente al ritratto del medesimo soggetto dalla proprietà dei conti Moroni.

Il soggetto ha una impostazione di tre quarti della testa dove i particolari dell'acconciatura sono dipinti minuziosamente, così come i ricami a filo d'oro della camora in velluto, le trasparenze della parte in pizzo, e l'incarnato rosa acceso del volto, che rendono la tela di un realismo diretto. Alcuni particolari della capigliatura, furono ripresi dal Moroni nel Nozze mistiche di Santa Caterina conservato a Oxford e im molti ritratti del XVI secolo. 
L'abito con il colletto alla veneziana, la ricchiezza dei gioielli e l'acconciatura ornata di perle, indicano che Isotta fosse la giovane sposa di Secco Suardi.